# Les Piggot
Leslie McDonald „Les“ Piggot (* 11. Mai 1942 in Glasgow; † 30. Oktober 2022 in East Kilbride, Schottland) war ein britischer Sprinter.
Bei den British Commonwealth Games 1970 in Edinburgh wurde er Achter über 100 m und Vierter mit der schottischen Mannschaft in der 4-mal-100-Meter-Staffel. 1971 wurde er bei den Leichtathletik-Europameisterschaften in Helsinki Vierter mit der britischen 4-mal-100-Meter-Stafette.
Bei den Olympischen Spielen 1972 in München schied er über 100 m im Viertelfinale und in der 4-mal-100-Meter-Staffel im Halbfinale aus.
1974 wurde er bei den British Commonwealth Games in Christchurch Siebter über 100 m und Fünfter mit der schottischen 4-mal-100-Meter-Stafette.
Dreimal wurde er Schottischer Meister über 100 m und einmal über 200 m.

## Persönliche Bestzeiten
- 100 m: 10,46 s, 15. Juli 1972, London (handgestoppt: 10,3 s, 1. Juli 1972, Carluke)
- 200 m: 21,3 s, 1972